# میکیتا شوچنکو
میکیتا شوچنکو (اوکراینی: Микита Русланович Шевченко؛ زادهٔ ۲۶ ژانویهٔ ۱۹۹۳) یک بازیکن فوتبال اهل اوکراین است.
از باشگاه‌هایی که در آن بازی کرده‌است می‌توان به شاختار دونتسک، و باشگاه فوتبال زوریا لوهانسک، و تیم ملی فوتبال اوکراین اشاره کرد.